# 松浦信正 (河内守)
松浦 信正（まつら のぶまさ）は、江戸時代中期の江戸幕府幕臣。駿府町奉行、大坂町奉行、勘定奉行、長崎奉行、勘定奉行長崎掛を歴任した。長崎貿易改革において長崎会所と長崎町年寄・地下役人との二重行政による弊害解消に努め、成果を上げたが、用行組事件に関連して失脚した。

## 経歴
元禄元年（1688年）5月4日、元禄8年（1695年）、または元禄9年（1696年）5月、松浦市左衛門信正の三男として生まれ、従兄松浦信守の危篤に伴いその養子となった。宝永元年（1704年）1月30日信守が死去すると、4月3日跡を継いで寄合となり、享保3年（1718年）3月16日書院番、享保4年（1719年）8月18日進物役を歴任した。
足高の制の下、徳川吉宗の信任を受け、享保18年（1733年）8月7日西城徒頭、享保19年（1734年）12月15日目付を経て、元文2年（1737年）3月10日駿府町奉行と昇進を続けた。元文5年（1740年）4月3日大久保主水の推挙により大坂東町奉行となり、5月1日従五位下河内守に叙任された。
延享3年（1746年）4月28日勘定奉行となり、寛延元年（1748年）6月20日長崎奉行を兼任した。当初唐人貿易に必要な漢文の能力がないとして断ったが、吉宗から「字を知らずば仮名にて書けよ」との上意を受け、やむなく受け入れたという。
宝暦2年（1752年）2月25日長崎奉行を辞して勘定奉行加役として長崎掛の役職を与えられ、長崎奉行との二重体制を敷いたが、用行組は信正の権力を背景に長崎奉行・町年寄を無視して専横的に振る舞うようになり、対立が顕在化した。
宝暦3年（1753年）用行組の早川・森による両替商松田金兵衛の上納銀延滞に係る収賄事件が発覚すると、信正もこれを看過し虚偽の報告をした罪で2月23日小普請に降格し、8月4日まで閉門に処された。これを契機として用行組による不正が次々と暴かれ、関係者が大勢処罰された。
宝暦6年（1756年）青戸村竜蔵寺を知行地下小合村に移し、瑞正寺第9世然蓮社湛誉上人を開山として中興し、信正院と号した。宝暦10年（1760年）9月26日致仕して可謙と号し、下小合村に隠居した。明和6年（1769年）5月11日死去し、竜蔵寺に葬られた。

## 事績

### 笘屋久五郎一件
馬場文耕『近代公実厳秘録』巻二「松浦河内守大坂町奉行の事」に記載がある。大岡政談「小間物屋彦兵衛之伝」のモデルとなった。
信正が大坂町奉行に在任中、高麗橋筋の両替商笘屋久五郎が金500両を盗まれた。一家は手代忠七を疑ったが、罪を認めなかったため、奉行所に連行し、見せしめのため拷問にかけてくれるよう要請した。
しかし、忠七はいかなる拷問にも屈せず、一切を認めなかったため、信正は笘屋一家を白州に招き、「忠七は盗んでいないと言っている。ほかに証拠はないのか。」と尋ねた。一家は口を揃えて「不届き者なので中々白状しないが、きゃつが盗んだに間違いない。」というので、信正は「それほど言うのなら間違いなかろうが、自白も証拠もなければ仕置しようがない。あなた方が証文を提出してくれれば、斬首にしよう。」といい、一家は「忠七が500両を盗んだことに間違いございません。」と証文を認めて提出した。
ところが、翌年天満で捕縛された盗賊次郎三が笘屋一件について自白し、忠七の無実が明らかとなった。信正は笘屋一家を呼び、「あなた方は卒忽だ。あなた方の証文のせいで、私は無実の者を殺してしまった。忠七の下手人として残らず斬首しなくてはならない。自分も役儀が立たないので、切腹するほかない。」と言った。
一家が生きた心地せずに控えていると、信正は笑って「下々の者は卒忽だ。そんなこともあろうかと、まだ忠七を殺さないでおいた。」といって忠七を牢から出し、笘屋に忠七に対し保養金として500両の支払いを命じ、それを過料として笘屋の不調法は免罪とした。その後、笘屋と忠七は和解して商売は栄え、信正は幕府内で昇進を続けた。

### 長崎貿易改革
江戸時代、長崎は長崎会所と長崎町年寄・地下役人による二重行政が敷かれ、長崎会所が管轄すべき長崎貿易についても町年寄等が実務に関わっていたため、貿易利益が町年寄等に流れ、輸出用銅の不足・唐船の滞留等の問題が生じていた。
寛延元年（1748年）7月老中から書状を受け、町年寄等の貿易権益吸収、人員削減による経費節減を指示されると、現地役人から改革協力者を集めて商売方会所（用行組）を組織し、長崎会所目付役村山庄右（左）衛門を商売方会所取締に登用、会所吟味役見習森弥次郎に長崎会所の実務、元出島乙名島谷又次郎に地下役人の監視、入札商人伯井長兵衛に唐人貿易の交渉を担当させ、寛延3年（1750年）江戸から下向した勘定組頭早川庄次郎が指示に当たった。
寛延2年（1749年）過去3ヶ年分の勘定書を提出させた後、これまで商品別に作成していた勘定書を年度別・奉行在勤別に作成させ、取引全体の収支を把握するようにした。寛延3年（1750年）10月6日諸役人増減書附・諸役人筆者小役増減書附を提出させ、海舶互市新例以後新設された町年寄末席等の役職を廃止した。
寛延3年（1750年）11月地下役人に12か条の申渡書を提示し、年番町年寄を会所上席に据えて会所出勤を義務付け、地下役人が行っていた勘定・記帳等の貿易事務を会所の管轄とした。宝暦元年（1751年）地役人へ貿易利益が流出していた人参座を廃止、年番町年寄が本興善町糸蔵で行っていた江戸向け調進薬種の管理、宿町・唐通事が行っていた唐船積渡帳・唐船買渡帳の作成も会所が行うこととし、長崎貿易の権限を会所に集約させた。
宝暦元年（1751年）閏6月出島乙名組頭筆者小役取前帳・出島通詞並筆者小役分限帳を作成させ、地下役人の俸給を減額した。
銅の不足問題については、寛延3年（1750年）大坂銀座からの仕入ルートを廃止し、宝暦元年（1751年）大坂に会所役人を派遣して長崎御用銅会所を設置して諸国銅山割当法を復活させ、町奉行時代の人脈を活かして各地の銅山から直接銅を買い付けた。
これらの緊縮財政の下、長崎会所は幕府からの拝借金21万両余を寛延元年（1748年）以降毎年1万5千両ずつ返済し、宝暦11年（1761年）完済した。

## 文化財
信正院は明治時代廃仏毀釈の影響で廃寺となり、奉納品等は近隣の東金町瑞正寺等、墓は青戸宝持院に移された。
- 瑞正寺所蔵
  - 十一面観世音菩薩像 – 宝暦7年（1757年）家伝の守本尊を奉納したもの[3]。地元では「火伏観音」として信仰される。東京大空襲で地域が被害を免れたため、一層崇敬を集めた[1]。
  - 松浦河内守木像 - 地元では「松浦さま」として信仰される[11]。
  - 松浦信正母長松院画像 – 加藤泰都画[5]。
- 妙泉寺所蔵「松浦信正関係資料」 - 平成24年（2012年）3月27日江戸川区指定有形文化財[21]。
  - 紙本著色松浦信正像 – 加藤泰都画[21]。
  - 墨書木箱 – 明和2年（1765年）1月藤娘一幅を奉納した時の箱[21]。
  - 石造松浦信正写経塔 – 宝暦9年（1759年）11月法華経を奉納した際に建立された[21]。
- 松浦の鐘 – 宝暦7年（1757年）奉納し、明和6年（1769年）2月遠江国宝泉寺勝東洲が銘を撰文した[3]。現在水元公園さくら堤上に所在する[22]。昭和52年（1977年）3月19日葛飾区指定有形文化財。
- 石燈籠 – 長崎歴史文化博物館建設に当たり出土し、奉行所正門入口に設置された[5]。

## 家族
- 実父：松浦市左衛門信正 - 松浦左内信生養子。徒頭、寄合[23]。
- 実母 - 松浦八左衛門娘[23]。
  - 実兄：松浦酒之丞信英 - 先鉄砲頭[23]。
  - 実兄：松浦忠右衛門信福 - 松浦勘助信吉養子[23]。
  - 実妹 - 星合顕行妻[23]。
  - 実妹 - 青山市左衛門幸増妻[23]。
- 養父：松浦八左衛門信守 - 松浦昌五男。小納戸。宝永元年（1704年）1月30日29歳で没[6]。
- 養母 - 松浦八兵衛信勝娘[6]。
- 妻 – 六郷主馬政慶娘[6]。
  - 長男：松浦十次郎 - 夭逝[6]。
  - 養女 - 松浦篤信娘。朝倉織部豊良妻[6]。
  - 養女 - 松浦篤信娘。松浦猪右衛門備妻[6]。
  - 養子：松浦信桯 - 松浦篤信十一男。長崎奉行、大目付[6]。